# Chuck Dukowski
Chuck Dukowski (nacido Gary Arthur McDaniel; 1 de febrero de 1954) es un músico de punk rock, reconocido por ser uno de los miembros fundadores de la banda Black Flag. Dukowski escribió algunas de las canciones más populares de la agrupación, incluyendo «My War», «What I See», «I've Heard It Before» y «Spray Paint». Él dejó la banda antes del lanzamiento de My War, y luego participó como mánager de la banda. Dukowski también fue uno de los primeros cofundadores de SST Records se encargaba de se el jefe de ventas hasta dejar la etiqueta en la década de 1990.
Después de Black Flag, Dukowski continuo tocando en Würm, el supergrupo de SST llamado October Faction, y formó su propia banda SWA en 1985.
Dukowski tiene una nueva banda con su esposa Lora Norton llamada "The Chuck Dukowski Sextet". Lanzaron el álbum, Eat My Life, por la disquera Dukowski's own Nice & Friendly Records en el año 2006.
Él apareció en los documentales The Decline of Western Civilization, Open Your Mouth And Say... Mr. Chi Pig, We Jam Econo y "We Were Feared (Clockwork Orange County)".

## Discografía

### Black Flag
- Nervous Breakdown EP (1978) - bajo
- Jealous Again EP (1980) - bajo/voz
- «Louie Louie» sencillo (1981) - bajo
- Six Pack EP (1981) - bajo
- Damaged (1981) - bajo
- TV Party EP (1982) - bajo
- Everything Went Black double LP (1983) - bajo
- Slip It In' (1984) - invitado en coros

### SWA
- Your Future (If You Have One) (1985) - bajo
- Sex Dr. (1986) - bajo
- XCIII (1987) - bajo
- Evolution 85-87 (1988) - bajo
- Winter  (1989) - bajo
- Volume (1991) - bajo/voz

### Chuck Dukowski Sextet
- Eat My Life (2006) - bajo/guitarra
- Reverse the Polarity (2007) - bajo

### Other
- Wurm - I'm Dead EP (1982) - bajo/voz
- Wurm - Feast (1985) - bajo
- October Faction - October Faction(1985) - bajo/voz
- October Faction - Second Factionalization (1986) - bajo/voz
- Chuck Dukowski/Paul Cutler/Bill Stinson - United Gang Members CD (1994) - bajo/voz